# Patricia Eugenia Cárdenas Santa María
Patricia Eugenia Cárdenas Santa María (Medellín, 1958) es una diplomática, empresaria e ingeniera colombiana. Fue Embajadora de Colombia en Japón, Brasil y México, y Embajadora No Residente en Singapur, Australia y Nueva Zelanda.
Es Ingeniera industrial y fue Presidenta de la Asociación Bancaria y de Instituciones Financieras de Colombia de 2000 a 2006.

## Antecedentes
Hija de Jorge Cárdenas Gutiérrez, ex gerente general de la Federación Nacional de Cafeteros de Colombia, y de su esposa Cecilia Santamaría Botero. Es hermana de Mauricio Cárdenas.
Se casó con Ricardo Sala Gaitán, y luego se divorció. Juntos tuvieron tres hijos: María Paula, Ana Daniela y Juan Felipe.
Patricia Cárdenas es Ingeniera Industrial de la Universidad de Los Andes, Bogotá, además, obtuvo un Diploma en Desarrollo Económico de la Universidad de Oxford en junio de 1985.

## Carrera
De 1982 a 1984 Cárdenas fue Directora Administrativa del Instituto SER de Investigación. En 1985 fue nombrada directora de la Oficina de Planeación y de Análisis Económicos y Fiscales del Ministerio de Hacienda y Crédito Público y desde 1989 fue asesora del Ministro de Hacienda y Crédito Público.
En 1996, Cárdenas asumió como Directora Comercial de Naturandina Ltda, International Trading Co. Luego entró en la política de 1998 a 2000 como Concejal de Bogotá, elegida con la mayor votación de 1997. En enero de 2001 fue nombrada presidente de la Asociación Bancaria de Instituciones Financieras de Colombia, ASOBANCARIA.
Cárdenas ha formado parte de numerosas juntas directivas como representante del Ministro de Hacienda, entre las que se encuentran el Instituto de Seguros Sociales, el Comité de Crédito de la Financiera Energética Nacional y el Plan de Desarrollo Rural Integrado.
Ha sido miembro de diferentes Juntas Directivas. Entre 1996 y 1997 en la Fiduciaria Bogotá; de 2000 a 2006 como representante del presidente de la República en la Junta de Artesanías de Colombia; de 2001 a 2006, en el Fondo Nacional de Garantías; de 2002 a 2006 en la Federación Latinoamericana de Bancos – FELABAN –; y entre 2004 y 2006 en el Museo de Arte Moderno de Bogotá. Además, fue miembro del Consejo Directivo de la Universidad de Los Andes.

## Como Embajadora
El 19 de diciembre de 2006, el presidente Álvaro Uribe Vélez nombró a Cárdenas como Embajadora de la República de Colombia en Japón, acreditada como Embajadora No Residente ante Australia, la República de Singapur y Nueva Zelanda. 
La Embajadora Cárdenas presentó sus cartas credenciales al emperador Akihito de Japón el 17 de marzo de 2007 en una ceremonia en el Palacio Imperial de Tokio; al General de División Michael Jeffery, Gobernador General de Australia, el 31 de mayo de 2007, en la Casa de Gobierno de Canberra; a Sellapan Ramanathan, Presidente de Singapur, el 26 de julio de 2007, en el Palacio Istana; y a Sir Anand Satyanand, Gobernador General de Nueva Zelandia, el 17 de julio de 2007, en la Casa de Gobierno de Wellington.
.
En 2008, Colombia reabrió su Embajada en Australia y nombró a Diego Betancur Álvarez embajador de Colombia en Australia, tomando formalmente la representación de Colombia a Australia y Nueva Zelanda de la embajadora Cárdenas, quien permaneció como Embajadora en Japón y Singapur.
En 2014, después de 7 años de estar acreditada como Embajadora de Colombia en Japón, el presidente Juan Manuel Santos nombró a Cárdenas como Embajadora de la República de Colombia en la República Federativa de Brasil. Cárdenas permaneció en esta posición desde marzo de 2014 hasta marzo de 2016. 
En marzo de 2016, Cárdenas fue nombrada Embajadora de Colombia en México. La Embajadora Cárdenas presentó sus Cartas Credenciales al presidente de México, Enrique Peña Nieto, el 12 de mayo de 2016, en una ceremonia realizada en el Palacio Nacional, ubicado en la Plaza del Zócalo de Ciudad de México.
La Embajadora Patricia Cárdenas impulsó la celebración del Año Colombia – México / México – Colombia, 2017 – 2018, a través de más de 200 actividades en ambos países. 